# Gammel Køgegård
Gammel Køgegård, tidligere Gammel Kjøgegaard eller Gammelkjøgegaard, er en gammel hovedgård. Gården ligger i Køge Sogn i Køge Kommune. Hovedbygningen er opført 1603-1791. Gammel Køgegård Gods er på 880 hektar.

## Historie
Navnet Gammel Køgegård kommer af, at det ældste middelalderlige Køge lå omkring en kirke cirka 200 m nord for gården. Der findes endnu rester i jorden bl.a. af brolægning.
Hovedgården går tilbage til middelalderen. De nuværende bygninger har forskellige aldre, men spiller smukt sammen. Hovedbygningen er fra 1791. Parken er grundlæggende ældre, men meget flot og pietetsfuldt renoveret i 1967 af Else Collet og landskabsarkitekten C.Th. Sørensen. 
Siden 1760 har Gammel Køgegård tilhørt Carlsen-Lange-familien og siden 1912 Legatstiftelsen. Det er den, der har skabt og fredet Trylleskoven i Solrød Kommune og ved fredning af godset har sikret, at Køge har bevaret et fantastisk naturvenligt kulturmiljø tæt på centrum.
I den åbne del af parken ligger Grundtvig i det monumentale gravmæle, Claras kirkegård (opkaldt efter en tidligere frue på gården).
Der er også andre kulturspor omkring i park og skov: traceet efter den nedlagte Ringstedbane og forskellige former for dyrkningsspor, ligesom engene er levende landskabshistorie.
I de vestlige og nordlige dele ligger bl.a. spejderhytte, nedlagt militæranlæg og skydebane. Og en skrænt med gyvelbevoksning med to gamle mindestøtter for tidligere ejere. Og et suttetræ.
Et særlig værdifuldt kulturhistorisk træk fra nyere tid er den naturgenopretning, der foregår. Ikke alene drives skovbrug m.m. efter naturvenlige idealer, men der er også  genetableret ådalsnatur (flere småsøer og den store fuglesø mellem parken og Ringstedvej), og godset deltager i pleje af ørredbestanden og eksperimenterer med opsætning af isfuglekasser.

## Fredning
Hovedbygningen fra 1791, opført af Marie Carlsen, med sidefløje fra 1856 og den sammenbyggede nordfløj af bindingsværk fra 1603  blev fredet i 1944. Hovedfløjen er en grundmuret rødstensbygning i to etager med kælder og helvalmet tegltag. Vinduerne er på begge etager nyere, traditionelt udførte, grønmalede krydspostvinduer med opsprosning.Både parken og Vasegårdsmarkerne grænser direkte op til veje og huse i Køge by.

### Naturfredning
Et areal på næsten 400 hektar blev fredet i 1965 Gammel Køgegaard-fredningen falder naturligt i 5 dele omkring åsen: 1) Den skovklædte ås; 2) Selve gården med parken og de nærmeste driftsarealer; 3) Køge Å ådal langs åsens sydside; 4) Vasebækgårds jorder syd for Ringstedvej; og 5) skov og marker nord for Åsen. 
- Clara Sophies gravsten på den lille gravplads hvor også Grundtvigs krypt er placeret.

## Ejere af Gammel Køgegård
Det menes at gården oprindeligt tilhørte kronen.
- (1356-1373) Ture Klemmensen
- (1373-1394) Oluf Bjørnsen Bjørn
- (1394-1410) Bjørn Olufsen Bjørn
- (1410-1428) Niels Krumpen
- (1428-1440) Barsbek Krumpen
- (1440-1446) Steen Basse
- (1446-1465) Torbern Bille
- (1465-1520) Steen Basse Torbensen Bille
- (1520-1558) Claus Steensen Bille
- (1558-1575) Jens Clausen Bille
- (1575-1633) Elisabeth Jensdatter Bille
- (1633-1635) Birthe Jensdatter Bille
- (1635-1641) Falk Henriksen Gjøe
- (1641-1659) Christen Skeel
- (1659-1671) Birgitte Christensdatter Skeel gift (1) Barnekow (2) Parsberg (3) Thott
- (1671-1672) Otto Krabbe
- (1672-1699) Birgitte Christensdatter Skeel gift (1) Barnekow (2) Parsberg (3) Thott
- (1699-1700) Kjeld Christoffer Christiansen greve Barnekow
- (1700-1709) Margrethe Rutgersdatter grevinde von Ascheberg gift Barnekow
- (1709-1720) Godset konfiskeres
- (1720-1724) Godset tilbagegives til Margrethe Rutgersdatter grevinde von Ascheberg gift Barnekow
- (1724) Britta Christiansdatter komtesse Barnekow gift Meierfeldt
- (1724-1749) Johan August greve Meierfeldt
- (1749-1768) Carl Frederik Johansen greve Meierfeldt
- (1768-1775) Johan August Johansen greve Meierfeldt
- (1775-1789) Rasmus Carlsen-Lange
- (1789-1802) Mette Marie Christensdatter gift Carlsen
- (1802-1818) Christen Rasmussen Carlsen-Lange
- (1818-1833) Else Margrethe Nyhuus gift Carlsen-Lange
- (1833-1887) Hans Christensen Rasmussen Carlsen-Lange
- (1887-1912) Emmy Hansdatter Carlsen-Lange
- (1912-) Carlsen-Langes Legatstiftelse